# Памятник Нарсису Монтуриолю
Памятник Нарсису Монтуриолю (исп. Monumento a Narcís Monturiol) — скульптура работы испанского скульптора Жузепа Марии Субиракса (1927-2014). Создана в 1963 году. Находится на углу проспекта Диагональ и улицы Жирона в Барселоне (Испания). 
Скульптура посвящена испанскому инженеру и изобретателю Нарсису Монтуриолю (1819-1885).
Автор изобразил в углублениях железобетонной стены прототип субмарины «Ictineo» в масштабе 1:7, созданную Монтуриолем и испытанную в порту Барселоны в 1859 году. На памятнике выгравирована надпись: «Barcelona a Narciso Monturiol, inventor del "Ictíneo", primer submarino que navegó sumergido en el puerto de Barcelona el 28 de junio de 1859.»
Памятник был открыт 3 декабря 1963 года. В 1995 году его отреставрировали при поддержке самого Субиракса. Последние реставрационные работы проведены в 2000–2001 годах с согласия Субиракса под руководством архитектора Марии Луизы Агуадо.